# Christian Seibert (Schlagzeuger)
Christian „Arisjel“ Seibert (* 18. März 1972 im Saarland) ist ein deutscher Autor und Musiker.

## Leben
Seibert studierte nach dem Abitur Soziale Arbeit in Saarbrücken. Bereits in seiner frühen Jugend entdeckte er seine Leidenschaft für Literatur, das Schreiben, Fotografie, digitale Bildbearbeitung und Musik.
Er ist Gründungsmitglied, Schlagzeuger und Textdichter der deutschen Rockbands Autumnblaze (bis 2000 und ab 2008), Endtyme und Dilara sowie ehemaliger Schlagzeuger von Paragon of Beauty.
Die im September 2006 entstandene und 2009 erweiterte Gedichtsammlung „Aus der Daemmerung“ soll demnächst als E-Book erscheinen. Seibert gestaltete auch Bücher und CDs, beispielsweise für die Bands Naervaer, Diabolical Masquerade und Mysterium.
Seibert arbeitet als Diplom-Sozialpädagoge in einer Einrichtung der Lebenshilfe.

## Diskografie

### Veröffentlichungen mit Autumnblaze
- 1998 Every silent moment I weep 7"
- 1999 DämmerElbenTragödie CD
- 2000 Bleak CD
- 2009 Perdition Diaries CD
- 2013 Every Sun is Fragile CD
- 2018 Philia Digitale Single
- 2020 Welkin Shores Burning CD

### Veröffentlichungen mit Paragon of Beauty
- 1997 Wundenozean 7"
- 1998 The Spring CD
- 2000 Seraphine, far gone gleam MCD
- 2001 Comfort me... infinity
- 2014 Demos and rarities[3]